# Indirizzo portoghese
Indirizzo portoghese é o segundo álbum da cantora e compositora italiana Patrizia Laquidara, que foi publicado em 2003 por Virgin Records / Genius Records.

## Canções
1. Mielato - 3.16 - (P. Laquidara - A. Canto, Bungaro)
2. Indirizzo portoghese - 3.31 - (P. Laquidara - P. Laquidara, A. Canto)
3. Caotico - 3.14 - (P. Laquidara - A. Canto)
4. Dentro qui - 3.55 - (P. Laquidara - A. Canto, P. Laquidara)
5. Sciroppo di mirtilli - 3.58 - (P. Laquidara - A. Canto)
6. Kanzi - 3.40 - (P. Laquidara - D. Sarno, Bungaro)
7. Agisce - 3.36 - (P. Laquidara - Bungaro)
8. Le rose - 3.14 - (G. Lapi - F. Mesolella, F. Spinetti)
9. Essenzialmente - 2.51 - (P. Laquidara - P. Baù)
10. Per causa d'amore - 3.35 - (Kaballà - M. Venuti)
11. Uirapuro - 2.56 - (H. Valdemar)
12. Lividi e fiori - 3.54 - (A. Romanelli, P. Laquidara - Bungaro, P. Laquidara)
13. Cu cu rru cu cù paloma - 3.45 - (T. Méndez)

## Singles
- Indirizzo portoghese
- Agisce, gravado também como Age, em lengua portuguesa.
- Lividi e fiori, que participou ao Festival de Sanremo em 2003. Prémio da Crítica e Prémio da melhor interpretaçao.
- Per causa d'amore